# Baniurae

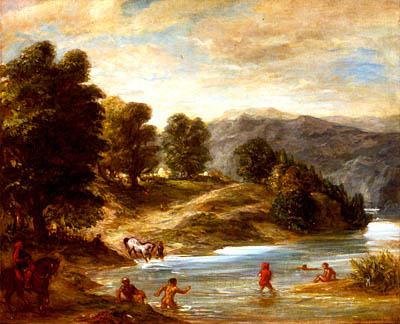
Les bords du fleuve Sebou par Eugène Delacroix, 1858.

Les Baniurae (ou Banioubae) sont une tribu berbère antique, que les auteurs anciens situent dans la partie occidentale de la Maurétanie antique (actuel Maroc). Ils appartiennent au peuple des Gétules.
Ils font partie, avec les Autotoles, des deux puissantes tribus mentionnées par Pline l'ancien (H.N., V, 17). Ils occupent la vallée du Sebou et menacent la colonie romaine de Banasa, non loin de l'actuel Sidi Kassem au Maroc. Ils étaient, selon Ptolémée, voisins des Zegrenses.
La forme présentant un b se rencontre chez Ptolémée, tandis que les auteurs latins emploient la forme Baniurae.

## Sources anciennes
- Ptolémée, IV, 1, 5, éd. C. Müller, p. 586.
- Pline l'Ancien, V, 17.
- Silius Italicus, Pun., III, 303.